# I'm a Rebel (álbum)
I'm a Rebel es el segundo álbum de estudio de la banda alemana de heavy metal Accept, publicado en 1980 por Brain Records. Es la primera producción con el baterista Stefan Kaufmann, que ingresó tras la salida de Frank Friedrich antes que su álbum anterior saliera a la venta.
Cabe señalar que fue la primera producción de la banda en ser lanzada en otros países por intermedio de diferentes sellos discográficos. En el caso de los Estados Unidos lo puso a la venta Passport Records y en el Reino Unido lo publicó Logo Records. En estas ediciones la portada fue cambiada por una enorme espada y fue titulado como Accept, debido a que su primer álbum no fue publicado en dichos países hasta años más tarde.

## Antecedentes
La canción que da título al disco fue acreditada a George Alexander, que era el seudónimo de Alex Young el hermano mayor de los guitarristas de AC/DC y que fue grabada por la banda australiana en 1976, pero nunca la lanzaron en una producción. De acuerdo con Wolf Hoffmann, conocieron a Alex por medio del productor Dirk Steffens y fue él quien les ofreció el tema para convertirlo en un hit. A pesar de no llamar la atención de las listas musicales, fue escogido para grabar el primer video musical de su carrera.
Al igual que sucedió con su álbum debut fue criticado por la baja calidad de su sonido y producción. Al respecto, Udo Dirkschneider comentó en una entrevista que: «No estábamos muy inspirados. Creo que fue por algunos experimentos fallidos, la banda no era demasiado sólida y nuestra identidad todavía no la encontrábamos».

## Lista de canciones
Todas las canciones escritas por Dirkschneider, Hoffmann, Fischer, Baltes y Kaufmann, a menos que se indique lo contrario.

| N.º | Título                  | Escritor(es)     | Duración |  |
| 1.  | «I'm a Rebel»           | George Alexander | 3:57     |  |
| 2.  | «Save Us»               |                  | 4:33     |  |
| 3.  | «No Time to Lose»       |                  | 4:35     |  |
| 4.  | «Thunder and Lightning» |                  | 4:01     |  |
| 5.  | «China Lady»            |                  | 3:56     |  |
| 6.  | «I Wanna Be No Hero»    |                  | 4:00     |  |
| 7.  | «The King»              |                  | 4:10     |  |
| 8.  | «Do It»                 |                  | 4:11     |  |

## Músicos
- Udo Dirkschneider: voz
- Wolf Hoffmann: guitarra eléctrica
- Jörg Fischer: guitarra eléctrica
- Peter Baltes: bajo y voz en «No Time to Lose» y «The King»
- Stefan Kaufmann: batería